# Liste der Baudenkmäler in Flachslanden
Auf dieser Seite sind die Baudenkmäler in dem mittelfränkischen Markt Flachslanden zusammengestellt. Diese Tabelle ist eine Teilliste der Liste der Baudenkmäler in Bayern. Grundlage ist die Bayerische Denkmalliste, die auf Basis des Bayerischen Denkmalschutzgesetzes vom 1. Oktober 1973 erstmals erstellt wurde und seither durch das Bayerische Landesamt für Denkmalpflege geführt wird. Die folgenden Angaben ersetzen nicht die rechtsverbindliche Auskunft der Denkmalschutzbehörde.
 Diese Liste gibt den Fortschreibungsstand vom 13. Dezember 2023 wieder und enthält 46 Baudenkmäler.

## Baudenkmäler nach Gemeindeteilen

### Flachslanden
| Lage                                      | Objekt                                                            | Beschreibung | Akten-Nr.              | Bild           |
| ----------------------------------------- | ----------------------------------------------------------------- | --- | ---------------------- | -------------- |
| Ansbacher Straße 3 (Standort)             | Ehemaliges Schulhaus, jetzt evangelisch-lutherisches Gemeindehaus | Zweigeschossiger Walmdachbau mit gebänderten Eckisenen, im Kern 1807, die drei nördlichen Achsen 1877 erweitert | D-5-71-146-50 Wikidata | weitere Bilder |
| Bad Windsheimer Straße 4 (Standort)       | Ehemaliges Gasthaus                                               | Zweigeschossiger Walmdachbau, im Kern 1753 | D-5-71-146-1 Wikidata  | weitere Bilder |
| Bad Windsheimer Straße 10 (Standort)      | Wohnstallhaus                                                     | Zweigeschossiger Satteldachbau in Fachwerk über massivem Erdgeschoss, 18. Jahrhundert, kleiner Anbau nach Osten 20. Jahrhundert | D-5-71-146-2 Wikidata  | weitere Bilder |
| Marktplatz 6 (Standort)                   | Gasthaus                                                          | Zweigeschossiger Satteldachbau mit Fachwerk im Obergeschoss, Giebelgesimsen und Aufzugsöffnungen sowie mit Anbau nach Süden, im Kern 17./18. Jahrhundert, im 20. Jahrhundert nach Osten erweitert | D-5-71-146-3 Wikidata  | weitere Bilder |
| Marktplatz 7 (Standort)                   | Ehemaliges Gasthaus Goldenes Lamm, jetzt Wohn- und Geschäftshaus  | Zweigeschossiger Walmdachbau mit Eckrustika, Gesims- und Ziegelbändern, Hausteinrahmen um Fenster- und Türöffnungen und Blankziegelfassade, um 1870/80 | D-5-71-146-51 Wikidata | weitere Bilder |
| Marktplatz 13 (Standort)                  | Ehemaliger Kleinbauernhof                                         | Wohnstallhaus mit Fachwerkobergeschoss und Außentreppe, Ende 18. Jahrhundert | D-5-71-146-52 Wikidata | weitere Bilder |
| Marktplatz 13, Nähe Marktplatz (Standort) | Wohnstallhaus                                                     | Zweigeschossiger Satteldachbau in Fachwerk über massivem Erdgeschoss, Ende 18. Jahrhundert, rückseitig im 19. Jahrhundert erweitert und im 20. Jahrhundert Mauerteile erneuert | D-5-71-146-52 Wikidata | BW             |
| Pfarrstraße 1 (Standort)                  | Evangelisch-lutherische Pfarrkirche Sankt Laurentius              | Saalbau mit eingezogenem, dreiseitig geschlossenem Chor, Lisenengliederung, Turm mit Spitzhelm im Norden und Sakristeianbau im südlichen Chorwinkel, Turmunterbau 1294, im 14./15. Jahrhundert erhöht, Chorneubau 1465, Langhaus 1719 durch Karl Friedrich von Zocha erneuert, in die Friedhofsmauer integrierter Sakristeianbau 19./20. Jahrhundert, mit Ausstattung | D-5-71-146-4 Wikidata  | weitere Bilder |
| Pfarrstraße 1 (Standort)                  | Friedhofsmauer, ehemalige Wehrmauer                               | mit Schießscharten im Osten, im Kern 14./15. Jahrhundert, südliche Abschnitte nach Friedhofserweiterung erneuert | D-5-71-146-4           | weitere Bilder |

### Birkenfels
| Lage                    | Objekt                                                 | Beschreibung | Akten-Nr.             | Bild           |
| ----------------------- | ------------------------------------------------------ | --- | --------------------- | -------------- |
| Birkenfels 7 (Standort) | Burgstall                                              | Reste mit terrassiertem Hügel, ehemaligem Graben und Kellergewölben, 13./14. Jahrhundert, 1632 zerstört, tonnengewölbte Kelleranlagen der ehemaligen Burg, im Kern wohl 13./14. Jahrhundert | D-5-71-146-6 Wikidata | weitere Bilder |
| Birkenfels 7 (Standort) | Große tonnengewölbte Kelleranlagen der ehemaligen Burg | | D-5-71-146-6 Wikidata | BW             |

### Borsbach
| Lage                   | Objekt                                  | Beschreibung | Akten-Nr.              | Bild |
| ---------------------- | --------------------------------------- | --- | ---------------------- | ---- |
| Borsbach 1 (Standort)  | Ehemaliges Fischerhaus                  | Erdgeschossiger Walmdachbau mit gebänderten Ecklisenen und profilierter Fensterrahmung, 18. Jahrhundert                                        | D-5-71-146-9 Wikidata  | BW   |
| Borsbach 24 (Standort) | Ehemalige Mühle, sogenannte Rangenmühle | Zweigeschossiger Walmdachbau mit zwei Zwerchhäusern und verschaltem Fachwerk im Obergeschoss, im Kern zweite Hälfte 18. Jahrhundert, überformt | D-5-71-146-19 Wikidata | BW   |
| Borsbach 24 (Standort) | Scheune                                 | Satteldachbau mit Fachwerkteilen, im Kern wohl zweite Hälfte 18. Jahrhundert                                                                   | D-5-71-146-19 Wikidata | BW   |

### Boxau
| Lage                         | Objekt                   | Beschreibung | Akten-Nr.              | Bild |
| ---------------------------- | ------------------------ | --- | ---------------------- | ---- |
| Kreisstraße AN 21 (Standort) | Bildstock                | Reliefstein mit runder Basis auf hohem gefelderten Postament, wohl 16. Jahrhundert | D-5-71-146-11 Wikidata | BW   |
| In Boxau (Standort)          | Bildstock                | Auf hohem Postament ein Pfeiler mit Gurtgesims, rechteckigem Gehäuse mit Rundbogennische und Satteldach, 18./19. Jahrhundert                                                                     | D-5-71-146-12 Wikidata | BW   |
| Boxau 24 (Standort)          | Ehemaliges Wohnstallhaus | Erdgeschossiger Krüppelwalmdachbau mit Zwerchhaus, im Kern 18. Jahrhundert, überformt | D-5-71-146-10 Wikidata | BW   |
| Nähe Käppele (Standort)      | Wegkapelle               | Rechteckiges Gehäuse mit profiliertem Trauf- und Giebelgesims, Stichbogenportal mit Kragsteinen und Vierpass bzw. Reliefstein im Giebelfeld, wohl letztes Viertelletztes Viertel 18. Jahrhundert | D-5-71-146-13 Wikidata | BW   |

### Hainklingen
| Lage                   | Objekt                      | Beschreibung    | Akten-Nr.              | Bild |
| ---------------------- | --------------------------- | --------------- | ---------------------- | ---- |
| Bibertgrund (Standort) | Steinkreuz, wohl Sühnekreuz | Mittelalterlich | D-5-71-146-14 Wikidata | BW   |

### Kellern
| Lage                 | Objekt          | Beschreibung                                                                  | Akten-Nr.              | Bild |
| -------------------- | --------------- | ----------------------------------------------------------------------------- | ---------------------- | ---- |
| Kellern 1 (Standort) | Ehemalige Mühle | Zweigeschossiger Bau mit Halbwalmdach, Giebelgesims und Mühlrad, im Kern 1799 | D-5-71-146-15 Wikidata | BW   |

### Neustetten
| Lage                                        | Objekt                               | Beschreibung | Akten-Nr.              | Bild           |
| ------------------------------------------- | ------------------------------------ | --- | ---------------------- | -------------- |
| Ebenhofstraße 10 (Standort)                 | Reliefstein                          | Deutschordenswappen, Mitte 18. Jahrhundert | D-5-71-146-18 Wikidata | BW             |
| Nähe Kirchenweg, Ebenhofstraße 4 (Standort) | Katholische Filialkirche Sankt Jakob | Chorturmkirche, Saalbau mit eingezogenem Rechteckchor im Turm mit Schweifhaube und Laterne sowie mit Sakristeianbau im nördlichen Turmwinkel, Turm 1519, Langhaus „1530“ (bezeichnet), „1762“ (bezeichnet) barock überformt und erweitert und wohl auch Turmdach erneuert, Sakristeianbau wohl ebenfalls 18. Jahrhundert | D-5-71-146-17 Wikidata | weitere Bilder |
| Nähe Kirchenweg (Standort)                  | Friedhofsmauer, ehemalige Wehrmauer  | Mit Spitzbogenportal im Südosten und barocken Portalpfeilern im Norden, wohl frühes 16. Jahrhundert und zweite Hälfte 18. Jahrhundert | D-5-71-146-17 Wikidata | weitere Bilder |

### Rosenbach
| Lage                      | Objekt      | Beschreibung | Akten-Nr.              | Bild                                                                                        |
| ------------------------- | ----------- | ------------ | ---------------------- | ------------------------------------------------------------------------------------------- |
| Rosenbach 61⁄2 (Standort) | Wappenstein | 1779         | D-5-71-146-20 Wikidata | [[Vorlage:Bilderwunsch/code!/C:49.39214,10.49491!/D:Rosenbach 6 1 ⁄ 2 , Wappenstein!/\|BW]] |

### Sondernohe
| Lage                                                    | Objekt                                                        | Beschreibung | Akten-Nr.              | Bild           |
| ------------------------------------------------------- | ------------------------------------------------------------- | --- | ---------------------- | -------------- |
| Von Sondernohe nach Esbach (Standort)                   | Bildstock                                                     | Auf hohem Sockel ein Pfeiler mit profiliertem Gurtgesims, rechteckigem Gehäuse mit Rundbogennische und Satteldach, Mitte 18. Jahrhundert | D-5-71-146-26 Wikidata | BW             |
| Brachbergfeld, Von Sondernohe nach Kemmathen (Standort) | Bildstock                                                     | Auf hohem, sich nach oben verjüngendem Pfeiler ein rundbogig geschlossenes Gehäuse, „1702“ (ehemals bezeichnet) | D-5-71-146-27 Wikidata | weitere Bilder |
| Sondernohe 8 (Standort)                                 | Josefstatue, Standbild des heiligen Josef mit dem Jesusknaben | Arbeit eines lokalen Bildhauers, 1746, 1764 oder „1676“ (bezeichnet) | D-5-71-146-21 Wikidata | weitere Bilder |
| Sondernohe 11 (Standort)                                | Ehemalige Öhlmühle                                            | Zweigeschossiger Krüppelwalmdachbau mit Fachwerk über massivem Erdgeschoss, im Auftrag des Deutschen Ordens, „1678“ (modern bezeichnet), mit neuem Anbau im Westen | D-5-71-146-25 Wikidata | weitere Bilder |
| Sondernohe 25 (Standort)                                | Ehemaliges Pfarrhaus                                          | Zweigeschossiger Bau mit Mansardwalmdach, risalitartig vorkragender Mittelachse, Gurtgesims, gebänderten Ecklisenen und Putzfelderung, nach Plänen von Leopoldo Retty, 1747 ff. | D-5-71-146-22 Wikidata | weitere Bilder |
| Sondernohe 25 (Standort)                                | Pfarrscheune                                                  | Eingeschossiger Krüppelwalmbau, Fachwerk, Mitte 18. Jahrhundert | D-5-71-146-22 Wikidata | weitere Bilder |
| Sondernohe 26 (Standort)                                | Ehemaliges Schulhaus                                          | Ein- bis zweigeschossiger Krüppelwalmdachbau in Hanglage mit verputztem Fachwerk in Obergeschoss und Gauben, 1794 | D-5-71-146-23 Wikidata | weitere Bilder |
| In Sondernohe (Standort)                                | Katholische Pfarrkirche Mariä Himmelfahrt                     | Saalbau mit abgeschrägten Ecken, eingezogenem Rechteckchor, Ostturm mit Schweifhaube, rustizierten Lisenen, Gesimsen und Hausteinrahmung mit Scheitelsteinen um Fenster und Türen, Sandsteinbau im Auftrag des Deutschen Ordens von Andreas Binder, „1771 ff.“ (bezeichnet), mit Ausstattung | D-5-71-146-24 Wikidata | weitere Bilder |
| In Sondernohe (Standort)                                | Friedhofsmauer                                                | Mit vermauerten Grabsteinen und Torpfosten mit Zieraufsätzen, um 1780 | D-5-71-146-24 Wikidata | weitere Bilder |
| In Sondernohe (Standort)                                | Kruzifix                                                      | Corpus im Dreinageltypus am Kreuz mit bogenförmiger Bedachung, 19. Jahrhundert | D-5-71-146-24 Wikidata | BW             |
| In Sondernohe (Standort)                                | Wegkapelle                                                    | Rechteckiges Gehäuse mit profiliertem Traufgesims, Obeliskenaufsätzen, schmiedeeisernem Gitter und hölzerner Balustrade, erste Hälfte 18. Jahrhundert | D-5-71-146-28 Wikidata | weitere Bilder |

### Virnsberg
| Lage                                   | Objekt                                                                     | Beschreibung | Akten-Nr.              | Bild           |
| -------------------------------------- | -------------------------------------------------------------------------- | --- | ---------------------- | -------------- |
| Hochleiten (Standort)                  | Friedhof                                                                   | Ummauerung mit Torpfeilern, um 1900, zweite Hälfte 20. Jahrhundert nach Norden erweitert | D-5-71-146-30 Wikidata | weitere Bilder |
| Hochleiten (Standort)                  | Ehemalige Gruft, dann Leichenhaus, jetzt Kapelle                           | Rechteckiges Gehäuse mit dreiseitigem Schluss, stichbogiger Öffnung und profiliertem Trauf- und Giebelgesims, 1906 | D-5-71-146-30 Wikidata | weitere Bilder |
| Schafhof (Standort)                    | Heiliges Grab                                                              | Kulissengrab mit räumlich gestaffelten Bildebenen aus bemalten Holzbrettern, 1765–70, ehemals in der Kapelle der Deutschordensburg, seit 1915 in der katholischen Pfarrkirche, seit 2001 am jetzigen Standort | D-5-71-146-54 Wikidata | BW             |
| Schafhof 1 (Standort)                  | Ehemaliges Fronhaus                                                        | Zweigeschossiger Walmdachbau mit gebänderten Ecklisenen, Portal mit Verdachung und Putzdekor sowie mit freigelegten ehemals Gefängniszellen im Keller, drittes Viertel 18. Jahrhundert, Scheunenanbau | D-5-71-146-42 Wikidata | weitere Bilder |
| Schafhof 1 (Standort)                  | Scheunenanbau                                                              | Fachwerkbau mit Satteldach, zweite Hälfte 19. Jahrhundert | D-5-71-146-42 Wikidata | weitere Bilder |
| Schafhof 3, 5 (Standort)               | Ehemaliges Schäferhaus                                                     | Erdgeschossiges Doppelhaus mit Halbwalmdach, 18. Jahrhundert | D-5-71-146-41 Wikidata | weitere Bilder |
| Schafhof 6 (Standort)                  | Tonnengewölbte Keller des ehemaligen Zehntstadels                          | Im Wohnhaus erhalten, 18. Jahrhundert | D-5-71-146-43 Wikidata | BW             |
| Schloß 1, 2, Schloßgarten 3 (Standort) | Ehemalige Deutschordensburg                                                | Aus drei Teilen bestehende Höhen- und Wasserburg mit Wirtschaftshof, mittlerem Hof mit Zwingeranlage und oberem Burgbering, Wassergraben im Südosten und trockenem Graben im Südwesten, seit 1294 im Besitz des Deutschen Ordens und Komturei, 1806 säkularisiert, dann in Staatsbesitz, seit 1815 in wechselndem Privatbesitz, die ältesten Teile vor 1294 errichtet, bis um baulich 1700 ausgebaut und erweitert, Ausstattung bis Mitte 18. Jahrhundert verändert und erneuert Hauptburg (Lage), unregelmäßige, dreigeschossige Polygonalanlage mit Satteldächern und Hausteinrahmung um die Fenster sowie mit Bergfried auf oktogonalem Grundriss mit welscher Haube und Laterne, im Kern erste Hälfte 13. Jahrhundert, Ausbau bis Anfang 15. Jahrhundert, in der zweiten Hälfte des 16. Jahrhunderts die Einzelgebäude in der heutigen Form verbunden, ab 1704 aufgestockt Innerer Bering (Lage), Stützmauern des Burgberings mit Streben am oberen Terrassengarten und im Norden mit zwei stumpfwinklig gegeneinandergesetzten Gebäudetrakten sowie zwei Wehrtürmen mit Walmdächern, im Kern vor 1294, Türme zweite Hälfte 16. Jahrhundert Zweite Ringmauer (Lage), mit Wehrgang und Zwingertoren, zweite Hälfte 15. Jahrhundert Ehemalige Vogtei (Lage), zweigeschossiger Bau mit Walmdach und Stützpfeilern auf unregelmäßigem Grundriss, wohl im 16. Jahrhundert über den Stützmauern des Burgberings errichtet Schlossökonomie (Lage), hufeisenförmige Anlage zweigeschossiger Satteldachbauten mit profiliertem Gurtgesims und ädikulagerahmtem Portal, Ende 17. Jahrhundert oder ab 1704 errichtet Taubenhaus (Lage), erdgeschossiger Mansarddachbau, Anfang 18. Jahrhundert Brücke (Lage), Steinbrücke mit zwei Durchlässen, um 1700 Futtermauer (Lage), an Graben und Weiher, um 1700 Gartenmauer (Lage), Einfriedung des ehemaligen Schlossgartens mit Rundbogenpforte und rustizierten Pfeilern, wohl um 1700, im Südosten verändert | D-5-71-146-31 Wikidata | weitere Bilder |
| Schloßgarten 3 (Standort)              | Zugehörig Quadermauer des ehemaligen Schlossgartens mit rundbogiger Pforte | Rustizierter Pfeiler, Anfang 18. Jahrhundert | D-5-71-146-34 Wikidata | weitere Bilder |
| Schloßstraße (Standort)                | Martersäule                                                                | Säule mit Gehäuseaufsatz auf rechteckigem Postament, „1723“ (bezeichnet) | D-5-71-146-45 Wikidata | weitere Bilder |
| Schloßstraße 4 (Standort)              | Wappenstein an der ehemaligen Post                                         | „1673“ (bezeichnet) | D-5-71-146-36 Wikidata | weitere Bilder |
| Schloßstraße 16 (Standort)             | Torhaus                                                                    | Zweigeschossiger Satteldachbau mit überbauter Tordurchfahrt, im Kern wohl 18. Jahrhundert, stark überformt und erweitert | D-5-71-146-40 Wikidata | weitere Bilder |
| Schloßstraße 17 (Standort)             | Katholische Pfarrkirche Sankt Dionysius                                    | Saalbau mit eingezogenem, dreiseitig geschlossenem Chor, Turm mit Oktogon und Schweifhaube im nordwestlichen Chorwinkel, Sakristeianbau gegenüber und offenem Vorzeichen im Westen, Außenbau in schlichtem Jugendstil durch Lisenen, profiliertem Trauf- und Giebelgesims sowie Werksteinelemente gegliedert, 1915, mit Ausstattung | D-5-71-146-29 Wikidata | weitere Bilder |
| Schloßstraße 17 (Standort)             | Kirchhoftore                                                               | mit stichbogigen Durchfahrten und Fußgängerpforte | D-5-71-146-29 Wikidata | BW             |
| Schloßstraße 19 (Standort)             | Gasthof                                                                    | Zweigeschossiger Satteldachbau in Fachwerk über massivem Erdgeschoss, im Kern 17./18. Jahrhundert, Fachwerk erneuert und Gebäude rückseitig erweitert | D-5-71-146-37 Wikidata | weitere Bilder |
| Schloßstraße 19 (Standort)             | Scheune                                                                    | erdgeschossiger Krüppelwalmdachbau mit Fachwerkteilen, wohl 1739 | D-5-71-146-37 Wikidata | weitere Bilder |
| Schloßstraße 19 (Standort)             | Kellerhaus                                                                 | Erdgeschossiger Mansarddachbau mit Krüppelwalm, rundbogigem Tor und tonnengewölbtem Kellerabgang, „1730“ (bezeichnet) | D-5-71-146-37 Wikidata | BW             |
| Schloßstraße 21 (Standort)             | Türsturz                                                                   | 1747 | D-5-71-146-38 Wikidata | BW             |
| Schloßstraße 21 (Standort)             | Hausfigur                                                                  | Muttergottes, 18./19. Jahrhundert | D-5-71-146-38 Wikidata | weitere Bilder |
| Schloßstraße 23 (Standort)             | Wappenstein                                                                | Bezeichnet „1914“, und Ausleger, 19. Jahrhundert | D-5-71-146-39 Wikidata | weitere Bilder |
| Schlotfegergasse 1 (Standort)          | Ehemaliges Spital des Deutschen Ordens, dann Schulhaus                     | Reich gegliederter zweigeschossiger Mansardwalmdachbau mit risalitartig ausgezeichneter Mittelachse mit Portalverdachung, Wappen und Skulpturenschmuck, gebänderten Lisenen, stichbogigem Fenstergewände auf Konsolen und Putzfelderung, im Kern „1532“ (bezeichnet), durch Johann Georg Scholl vor 1754 im Stil des Rokoko erneuert | D-5-71-146-32          | weitere Bilder |
| Schlotfegergasse 1 (Standort)          | Gartenmauer und Einfriedung                                                | aus Sandsteinpfosten mit Kugelaufsatz und schmiedeeisernen Gittern, 19. Jahrhundert | D-5-71-146-32          | BW             |
| Steige 7 (Standort)                    | Bildstock                                                                  | Spätgotischer Sandsteinpfeiler mit rechteckigem Gehäuse mit Bogenfries, Reliefs, Kielbogennischen und kreuzsatteldachförmigem Aufsatz, „1534“ (bezeichnet) | D-5-71-146-44 Wikidata | weitere Bilder |

### Wippenau
| Lage                                                      | Objekt                                                                       | Beschreibung | Akten-Nr.              | Bild           |
| --------------------------------------------------------- | ---------------------------------------------------------------------------- | --- | ---------------------- | -------------- |
| Wippenau 1 (Standort)                                     | Ehemaliges Wirtschaftsgut der Deutschordenskommende Virnsberg, dann Brauerei | Zweigeschossiger Walmdachbau mit Fachwerk über massivem Erdgeschoss und profilierter Hausteinrahmung um das Portal, „1783“ (bezeichnet) | D-5-71-146-46 Wikidata | weitere Bilder |
| Felberg (Standort)                                        | Grenzstein                                                                   | 18. Jahrhundert | D-5-71-146-47 Wikidata | BW             |
| Silbergrube, Staatswalddistrikt Abt. Ludelholz (Standort) | Zwei Grenzsteine                                                             | 18. Jahrhundert | D-5-71-146-48 Wikidata | BW             |

## Ehemalige Baudenkmäler
In diesem Abschnitt sind Objekte aufgeführt, die früher einmal in der Denkmalliste eingetragen waren, jetzt aber nicht mehr. Objekte, die in anderem Zusammenhang also z. B. als Teil eines Baudenkmals weiter eingetragen sind, sollen hier nicht aufgeführt werden. Aktennummern in diesem Abschnitt sind ehemalige, jetzt nicht mehr gültige Aktennummern.

| Lage                                   | Objekt                     | Beschreibung                                            | Akten-Nr.              | Bild |
| -------------------------------------- | -------------------------- | ------------------------------------------------------- | ---------------------- | ---- |
| Flachslanden Pfarrstraße 2 (Standort)  | Pfarrhaus                  | zweigeschossiger verputzter Krüppelwalmdachbau, 1787/88 | D-5-71-146-5 Wikidata  | BW   |
| Virnsberg Nähe Schloßstraße (Standort) | Holzfigur heiliger Nepomuk | 18. Jahrhundert                                         | D-5-71-146-35 Wikidata | BW   |